# Additieve functie (algebra)
In de wiskunde noemt men een functie additief als de functie aan de som van twee argumenten de som van de beide functiewaarden toevoegt.

## Definitie
Een functie {\displaystyle f} heet additief, als voor alle {\displaystyle x} en {\displaystyle y} geldt:
{\displaystyle f(x+y)=f(x)+f(y)}.
Additiviteit is een voorwaarde voor lineariteit.

## Voorbeelden
- De afgeleide en de integraal zijn additief en zelfs lineair.

- De functie {\displaystyle f(x)=x^{2}} is niet additief, want
{\displaystyle \quad f(x+y)=x^{2}+y^{2}+2xy=f(x)+f(y)+2xy},
dus  niet voor alle {\displaystyle x} en {\displaystyle y} geldt {\displaystyle f(x+y)=f(x)+f(y)}
- Het reële deel is een functie op de complexe getallen die wel additief, maar niet homogeen, en dus niet lineair is.

## Additiviteit voor functies op een collectie verzamelingen
Voor functies op een meetbare ruimte {\displaystyle (\Omega ,{\mathcal {F}})} (d.w.z. dat {\displaystyle {\mathcal {F}}} een σ-algebra is van deelverzamelingen van {\displaystyle \Omega }) is ook een eigenschap additiviteit gedefinieerd.
Een niet-negatieve functie {\displaystyle \mu :{\mathcal {F}}\to [0,\infty ]} heet additief, ook eindig additief, als voor alle disjuncte {\displaystyle A,B\in {\mathcal {F}}} geldt:
{\displaystyle \mu (A\cup B)=\mu (A)+\mu (B)}.
Hieruit volgt dat voor ieder eindig aantal disjuncte verzamelingen {\displaystyle A_{1},A_{2},\dots ,A_{n}\in {\mathcal {F}}} geldt:
{\displaystyle \mu \left(\bigcup _{i=1}^{n}A_{i}\right)=\sum _{i=1}^{n}\mu (A_{i})}.
Als ook voor een aftelbaar oneindige rij disjuncte verzamelingen {\displaystyle A_{1},A_{2},\dots \in {\mathcal {F}}} geldt dat:
{\displaystyle \mu \left(\bigcup _{i=1}^{\infty }A_{i}\right)=\sum _{i=1}^{\infty }\mu (A_{i})}.
heet de functie σ-additief (sigma-additief).